# Gard Myhre
Gard Myhre (ur. 5 lipca 1974) – norweski narciarz klasyczny, specjalista kombinacji norweskiej, dwukrotny medalista mistrzostw świata juniorów oraz zwycięzca Pucharu Kontynentalnego.

## Kariera
Po raz pierwszy na arenie międzynarodowej Gard Myhre pojawił się 12 grudnia 1992 roku, podczas zawodów Pucharu Świata w Courchevel. Zajął wtedy dziewiąte miejsce w zawodach rozgrywanych metodą Gundersena. W klasyfikacji sezonu 1992/1993 zajął ostatecznie 20. miejsce. Najlepsze wyniki w Pucharze Świata osiągnął jednak w sezonie 1996/1997, kiedy zajął 12. miejsce w klasyfikacji generalnej. Nigdy nie stanął na podium indywidualnych zawodów PŚ.
Równocześnie ze startami w PŚ Baud występował w Pucharze Świata B (obecnie Puchar Kontynentalny). Najlepsze wyniki w zawodach tego cyklu osiągnął w sezonie 1995/1996, kiedy triumfował w klasyfikacji generalnej. Czterokrotnie stawał na podium, przy czym dwukrotnie zwyciężał.
W 1993 roku wystąpił na mistrzostwach świata juniorów w Harrachovie, gdzie wraz z kolegami zdobył złoty medal w konkursie drużynowym. Na tych samych mistrzostwach wywalczył indywidualnie brązowy medal, ulegając tylko swemu rodakowi Knutowi Borge Andersenowi i Austriakowi Christophowi Eugenowi.
W 1998 roku zakończył karierę.

## Osiągnięcia

### Mistrzostwa świata juniorów
| Miejsce | Dzień   | Rok  | Miejscowość | Konkurencja          | Wynik zwycięzcy | Strata | Zwycięzca           |
| ------- | ------- | ---- | ----------- | -------------------- | --------------- | ------ | ------------------- |
| 3.      | 3 marca | 1993 | Harrachov   | Gundersen K90/15     | ?               | ?      | Knut Borge Andersen |
| 1.      | 4 marca | 1993 | Harrachov   | Sztafeta K-90/3x5 km | ?               | –      | –                   |

### Puchar Świata

#### Miejsca w klasyfikacji generalnej
- sezon 1992/1993: 20.
- sezon 1993/1994: 72.
- sezon 1996/1997: 12.
- sezon 1997/1998: 16.

#### Miejsca na podium chronologicznie
Baud nigdy nie stał na podium indywidualnych zawodów Pucharu Świata.

### Puchar Kontynentalny

#### Miejsca w klasyfikacji generalnej
- sezon 1993/1994: 18.
- sezon 1994/1995: 6.
- sezon 1995/1996: 1.

#### Miejsca na podium chronologicznie
| Nr | Data           | Miejscowość | Konkurencja          | Wynik zwycięzcy | Pozycja | Strata | Zwycięzca    |
| -- | -------------- | ----------- | -------------------- | --------------- | ------- | ------ | ------------ |
| 1. | 12 lutego 1995 | Lake Placid | Gundersen K90/15 km  | ?               | 2.      | ?      | Zbyněk Pánek |
| 2. | 23 marca 1995  | Szczyrk     | Gundersen K90/15 km  | ?               | 2.      | ?      | Markus Wüst  |
| 3. | 24 lutego 1996 | Calgary     | Gundersen K120/15 km | ?               | 1.      | –      | –            |
| 4. | 16 marca 1996  | Baiersbronn | Gundersen K85/15 km  | ?               | 1.      | –      | –            |